# Mazda Nagare
O Nagare (pronuncia-se "nah-gah-reh") é um carro-conceptual que foi introduzido pela Mazda em 2006 no North American International Auto Show, em Los Angeles. O Nagare é considerado um projeto de design dos carros naturais e orgânicos para explorar o futuro dos automóveis Mazda. O seu nome "Nagare" traduz-se em Inglês como "fluxo" e os designers estudaram especificamente o movimento e o efeito que tem sobre a paisagem natural ao criar este veículo.
Ele foi projetado por Laurens van den Acker, diretor da Mazda de design global no momento (desde substituído por Ikuo Maeda), e a sua equipe de estúdio de design avançado em Irvine, Califórnia. Como chefe da equipe internacional de design Nagare, a principal tarefa Laurens da Mazda foi desenhar primeiro e engenharia mais tarde. Ele foi substituído por Ikuo Maeda.
O Nagare é uma celebração de proporções e linguagem superfície que irá evoluir para projetos posteriores previstos para apresentação em futuros shows internacionais de automóveis. Nagare examina luz e sombra, e começa a revelar os traços de design globais para a próxima geração de veículos Mazda", disse Laurens. Nós estamos a olhar bem abaixo da estrada com Nagare. Queremos sugerir onde o design Mazda será em 2020. Para isso, nós redefinimos proporções básicas e a ideia de dirigir sem perder o envolvimento emocional. Espírito de condução da Mazda será reforçado e intensificado por Nagare.

## Estilo
O Mazda Nagare é uma celebração de proporções e linguagem superfície de acordo com seus criadores. Os seus bodylines fluem como líquido em todo o seu design sem costura lisa e não há marcas distintivas que prejudicam o tema geral do carro. Ele tem um grande para-brisas que ancinhos em um ângulo muito íngreme moldando-se no telhado de vidro do carro. As rodas grandes e agressivas são enroladas nas cavidades dos para-lamas , incorporando-os como uma parte do corpo do carro.
As duas portas, quando se abrem, se assemelham às asas de uma borboleta. Dentro, encontra-se o banco do motorista numa localização central na frente da cabine e três assentos traseiros de passageiros dispostos em uma "sala de wrap-around" na parte de trás. O interior continua os temas orgânicos do Nagare com controlos elípticos futuristas e mostradores de informação relativos ao motorista.

## Motor
Detalhes do grupo motopropulsor são largamente especulado neste momento. Mazda não divulgou informações sobre as especificidades do motor e o seu desempenho, porque eles querem se concentrar nos elementos de design do carro. Alguns acreditam que o Nagare pode ser equipado com um futuro motor rotativo movido a hidrogênio da Mazda.

## Detalhes Técnicos
Mazda está a manter a alma de um carro desportivo, como todos os seus produtos, com o projeto do Nagare. O trabalho corporal não é apenas a forma, mas também funciona para diminuir o arrasto do vento. As rodas do Nagare também estão posicionados nos cantos mais distantes do envelope para resposta de direção rápida e manobrabilidade ágil.

## Aplicações de Produção
O Mazda3 2010 é anunciado como tendo "iluminados detalhes farol de inspiração Nagare" na Grand Touring guarnição top-of-the-line. 
O Mazda5 2012 é considerada como tendo "linhas de corpo de inspiração Nagare" nas laterais do veículo.